# Pehr Eklund (konstnär)

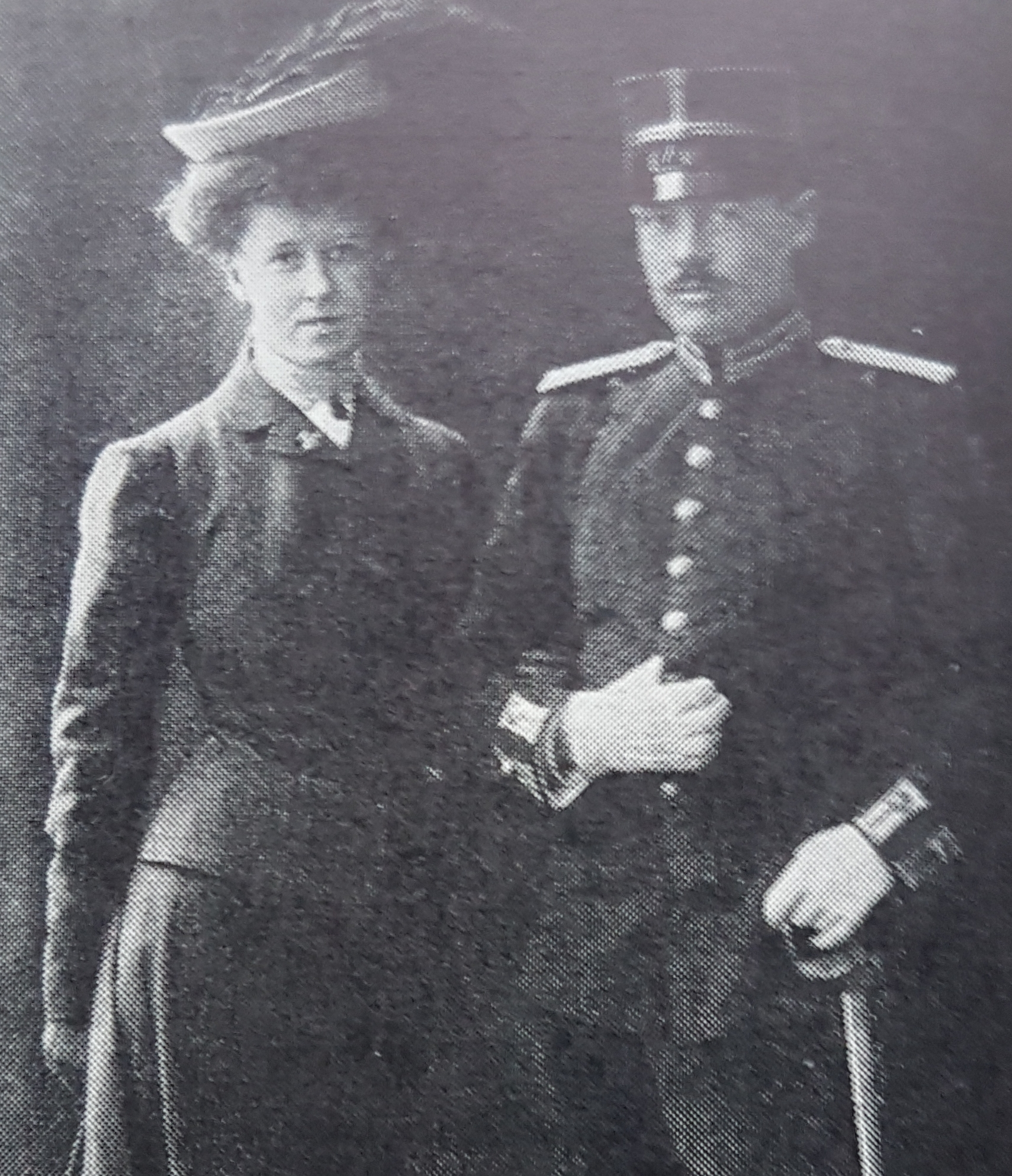
Louise (Loulou) Eklund och Pehr Eklund

Pehr Henrik Mortimer Eklund, född 17 november 1875 i Lund, död 15 oktober 1943 i Lund, var en svensk militär (kapten) och målare.
Han var son till domprosten Pehr Eklund och Katrin-Mari Lovén samt från 1908 gift med Louise Dreilick.
Eklund studerade konst för Axel Lindqvist och Fredrik Krebs i Lund. Han var elev vid målarakademien i München 1899–1900 och företog en studieresa till Paris 1900–1903 där han målade för bland annat Ferdinand Hubert och Eugène Carrière samt studier under resor till ett flertal europeiska länder. Han ställde ut På Lunds universitet 1910 och kom senare att ställa ut i bland annat Stockholm, Göteborg, Malmö, Helsingborg och Lund. Det visades två minnesutställningar med hans konst under 1940-talet. Hans konst består av porträtt och småskaliga landskapsidyller i olja eller pastell. Bland hans offentliga arbeten märks några väggmålningar i Lunds banklokaler. 
Eklund är representerad vid Kulturhistoriska museet i Lund, Zoologiska institutionen i Lund, Trelleborgs museum och Tomelilla museum. Han är begravd på Norra kyrkogården i Lund.